# Jean Martinet (militar)
Jean Martinet (falecido em 1672) foi um tenente-coronel e inspetor geral francês e um dos primeiros grandes mestres do treinamento militar moderno.
Jean Martinet serviu durante o reinado de Luís XIV e participou de combates com o exército francês no Sacro Império Romano. Ele era muito severo, o que o tornou impopular entre suas tropas.
Jean Martinet revolucionou os primeiros exércitos modernos instituindo um sistema padronizado capaz de transformar o recruta através de uma disciplina de força no combate e eliminando os mercenários e soldados da fortuna que eram os pilares do exército antes de sua reforma.
Ele também introduziu a baioneta no Exército francês e o sistema de depósito, que pôs fim à alimentação do exército pelas terras do inimigo, tornando a guerra mais humana ao diminuir as requisições de civis. A história registra que Jean Martinet acabou sendo morto por fogo amigo enquanto liderava um ataque durante o Cerco de Duisburg .

## Artigo relacionado
- Histoire de l'armée de terre française (em francês)